# M167 VADS

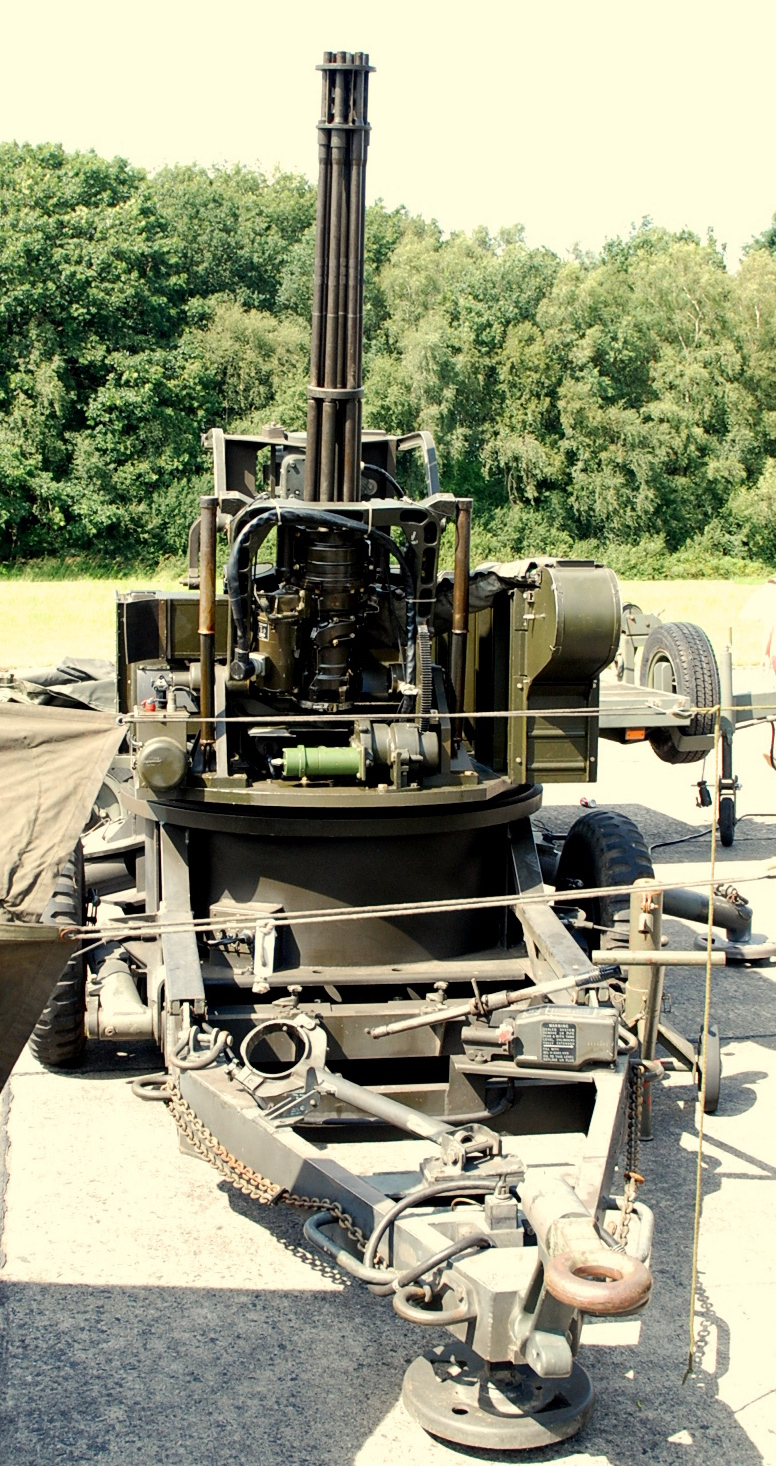
M167 en la base aérea belga de Ursel.

El M167 Vulcan Air Defense System (VADS) es un sistema de defensa antiaéreo con un rediseñado cañón M61 Vulcan de 20 mm que permite el disparo de munición incendiaria.
Creado para proteger a las unidades u otro elementos desplegados en el campo de batalla y para servir como apoyo a los sistemas antiaéreos de misiles, como el MIM-72 Chaparral, fue también creado para proteger las bases de la Fuerza Aérea estadounidense.
El M167 ha sido dado de baja en el Ejército de los Estados Unidos, aunque no lo ha sido en otros países.
El M167A2 VADS fue mejorado con un sistema de control de disparo.
A comienzo de 1994 empezó a ser sustituido en el ejército estadounidense por el lanzamisiles M1097 Avenger, y en 2005 se sustituyó en la Armada estadounidense por el Phalanx CIWS

## Operadores
- Estados Unidos
- Bélgica
- Botsuana
- Chile
- Corea del Sur
- Egipto
- Ecuador
- Israel
- Japón
- Marruecos
- Tailandia
- Uruguay